# Håkan Starkenberg
Lars Håkan Starkenberg, född 25 april 1973 i Tyresö församling i Stockholms län, är en svensk operasångare (tenor), regissör och tonsättare. 
Starkenberg är utbildad vid Teater- och operahögskolan i Göteborg 1995-1998. Sedan dess har han varit verksam vid bland annat Göteborgsoperan, Folkoperan, Malmö Musikteater, Kungliga Operan, Norrlandsoperan och internationella festivaler. Håkan är även verksam som regissör och har skrivit musik till de musikdramatiska verken Kall kärlek, Hamlet – en musikal och Nyman och friheten. Håkan Starkenberg är även läkare, utbildad vid Karolinska Institutet i Stockholm.